# Наум Норберт Глацер
Нахум Норберт Глатцер (івр. נחום גלאצר, нім. Nahum Norbert Glatzer, 25 травня 1903, Львів, Королівство Галичини та Володимирії, Австро-Угорщина — 27 лютого 1990, Тусон
, Аризона, США) — німецький і американський єврейський філософ, історик юдаїзму, теолог, редактор.

## Біографія
З 17 років навчався у Франкфурті, де в 1931 році захистив дисертацію з філософії. Мав зайняти викладацьке місце Бубера але з приходом Гітлера до влади емігрував до Британської Палестини, в 1938 році переїхав до США (набув американське громадянство в 1942 році). Викладав в університеті Брандейса (Волтем), в Бостонському університеті. Видавав журнал Юдаїзм, листувався з Бубером, консультував видання творів Кафки англійською мовою, випустив у перекладах німецькою та англійською кілька цінних антологій єврейської думки, до яких, серед інших, не раз звертався Борхес. Перекладав (німецькою) твори Агнона. Жив у власному будинку в Уотертаун (Массачусетс).
Дочка — американська кінорежисерка-документаліст, історик мистецтва Джудіт Векслер.

## Наукові праці
Основні праці присвячені філософії юдаїзму, життю, думкам та творам Маймоніда, Розенцвейга, Кафки та інших. Залишив спогади (вид. 1997).

## Публікації
- Sendung und Schicksal (1931)
- Untersuchung zur Geschichtslehre der Tannaiten (1932)
- Geschichte der talmudischen Zeit (1937, багаторазово перевидавалася німецьк. та англ. мов.)
- Franz Rosenzweig, his Life and Work (1953)
- Faith and knowledge (1963)
- Leopold Zunz. Jude, Deutscher, Europäer (1964)
- Hillel, Repräsentant des klassischen Judentums (1966)
- Moses Maimonides. Ein Querschnitt durch sein Werk (1966)
- Anfänge des Judentums. Eine Einführung (1966)
- The essentiel Philo (1970)
- Essays in Jewish thought (1978)
- The loves of Franz Kafka (+1986)
- The memoirs of Nahum N. Glatzer (1997)